# جورج راسيل باوتشر
جورج راسيل باوتشر هو سياسي كندي، ولد في 13 ديسمبر 1899 في كندا، وتوفي في 8 نوفمبر 1970. حزبياً، نشط في حزب كندا المحافظ والحزب الكندي التقدمي المحافظ. وقد انتخب عضو مجلس العموم الكندي.